# 瓦兹河畔梅济耶尔
瓦兹河畔梅济耶尔（法語：Mézières-sur-Oise，法語發音：[mezjɛʁ syʁ waz]）是法国上法兰西大区埃纳省的一个市镇，位于该省西北部，属于圣康坦区。

## 地理
瓦兹河畔梅济耶尔（49°46'59"N, 3°23'58"E）面积9.59 平方千米，位于法国上法蘭西大區埃纳省，该省份为法国北部内陆省份，北起北部省，西接索姆省和瓦兹省，东临阿登省和马恩省，西南至塞纳-马恩省，东北部与比利时接壤。
与瓦兹河畔梅济耶尔接壤的市镇（或旧市镇、城区）包括：贝特尼库尔、瓦兹河畔沙蒂永、伊唐库尔、塞里莱梅济耶尔、锡西。

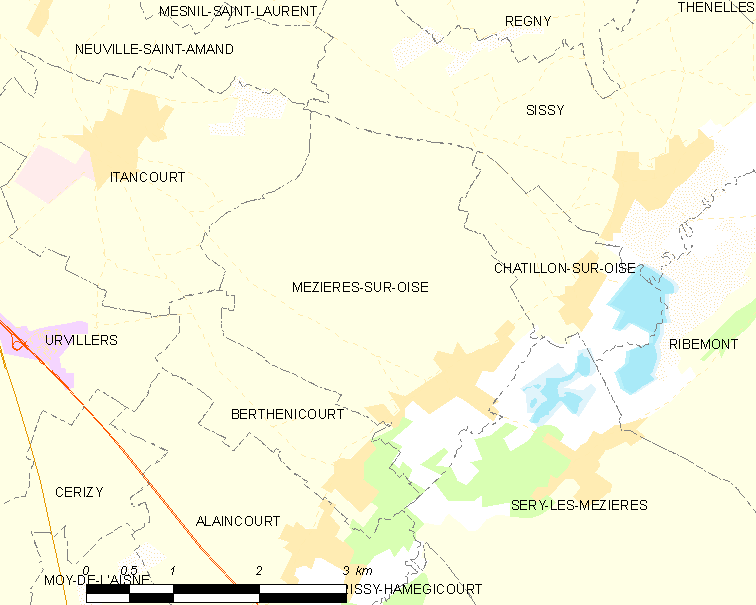
瓦兹河畔梅济耶尔的OSM定位图

瓦兹河畔梅济耶尔的时区为UTC+01:00、UTC+02:00（夏令时）。

## 行政
瓦兹河畔梅济耶尔的邮政编码为02240，INSEE市镇编码为02483。

## 政治
瓦兹河畔梅济耶尔所属的省级选区为里布蒙县。

## 人口

1962-2008年间瓦兹河畔梅济耶尔人口变化图示

瓦兹河畔梅济耶尔于2022年1月1日时的人口数量为508人。